# Cleveland Park

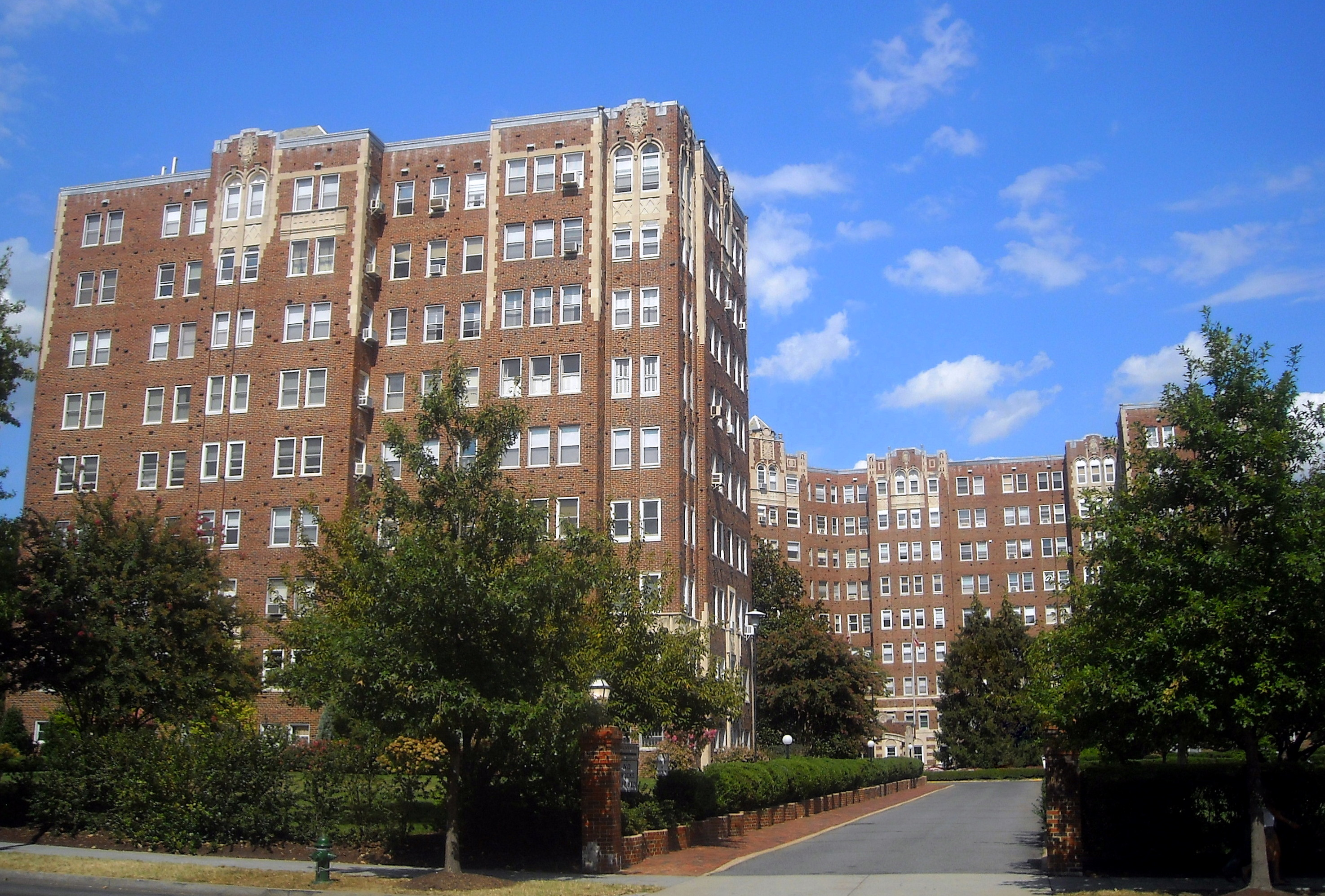
Budovy The Broadmoor

Cleveland Park je rezidenční čtvrt v severozápadním kvadrantu Washingtonu, D.C. Nachází se na 38°56′11″N 77°3′58″W a je ohraničena parkem Rock Creek Park na východě, ulicemi Wisconsin a Idaho na západě, ulicemi Klingle a Woodley na jihu a Rodman a Tilden na severu. Jde o hlavní obchodní koridor ležící podél ulice Connecticut, kde se nachází stejnojmenná stanice červené linky Washingtonského metra. Další komerční koridor leží podél Wisconsin Avenue. Čtvrť je známá pro stavby z devatenáctého století a historické divadlo Uptown ve stylu art deco.